# ベリ県

ベリ県の位置

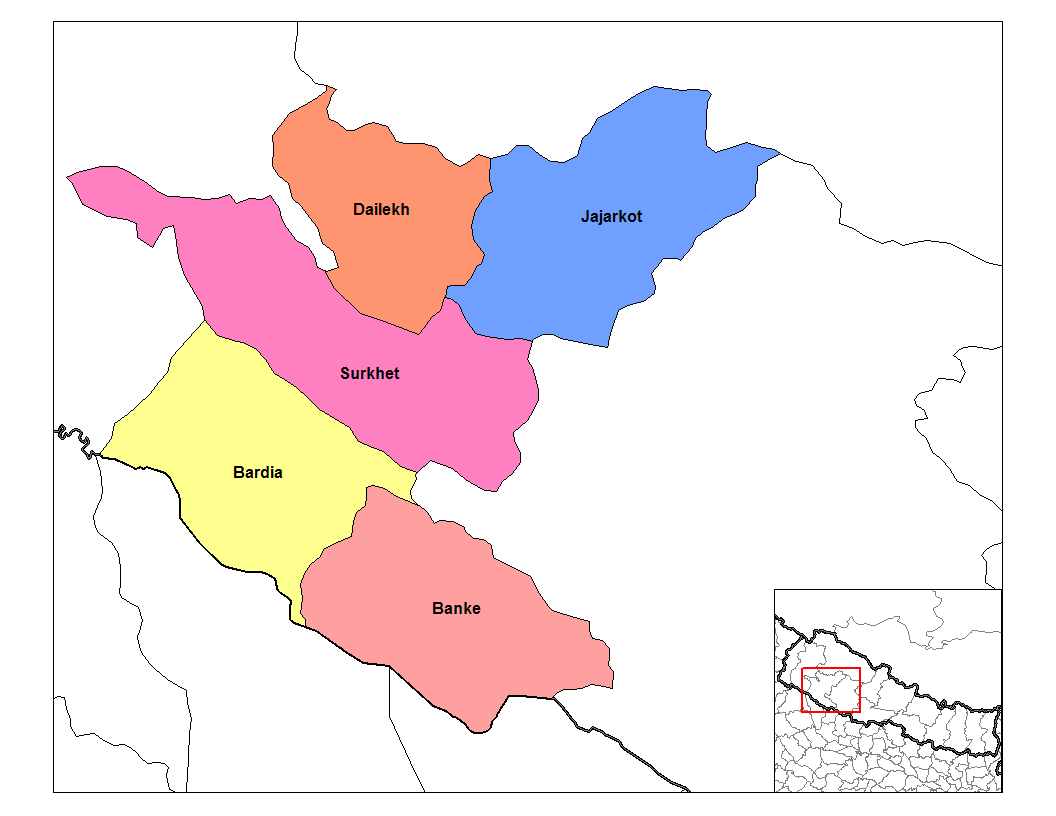
県内の5郡
■ダイレク郡、■ジャージャルコート郡、■スルケート郡、■バルディヤ郡、■バンケ郡

ベリ県（ネパール語: भेरी अञ्चल Listen）とは、ネパール中西部開発区域に属する県である。県都はネパールガンジで、5郡からなる。
| 郡                   | 郡庁所在地         |
| -------------------- | ------------------ |
| バンケ郡             | ネパールガンジ     |
| バルディヤ郡         | グラリア           |
| ダイレク郡           | ダイレク           |
| ジャージャルコート郡 | ジャージャルコート |
| スルケート郡         | スルケート         |